# Marosoroszfalu község
Marosoroszfalu község (románul: Comuna Rușii-Munți) község Maros megyében, Romániában. Központja Marosoroszfalu, beosztott falvai Maroslaka, Monosfalu, Sebespatak (Románia).

## Népessége
A 2011-es népszámlálás adatai alapján a község népessége 2144 fő volt.